# Ходзьодзюцу
Ходзьодзюцу (яп. 捕縄術) — японське бойове мистецтво зв'язування мотузкою. Застосовувалося самураями на полі бою для захоплення і конвоювання полонених, а в мирний час — під час арешту злочинців.
Слово «ходзьодзюцу» складається з трьох частин: «хо» (цей ієрогліф також читається «торі»), що означає «ловити», «заарештовувати», «захоплювати», «дзе» (ієрогліф також читається «нава») - «мотузка», і, звичайно, «дзюцу» - «мистецтво» , «вміння». Таким чином, ієрогліфи, складові слово «ходзьодзюцу», можна прочитати і як «торінава-дзюцу».
Кожну людину треба було пов'язати з урахуванням його статури, соціального статусу, особливостей одягу, професійних навичок. Тому були розроблені спеціальні прийоми зв'язування для придворних аристократів, самураїв, селян, торговців, ремісників, ченців, жебраків тощо. Крім того, були враховані відмінності анатомічної будови чоловіків і жінок.
Для зв'язування застосовувалися спеціальні шнури різної довжини і товщини. Більш короткий і товстий шнур, який використовували ддя початкового зв'язування, називався хаянава — «швидка мотузка». Ним легко і швидко скручували жертву, що опиралася. Потім, коли противник вже був знерухомлений, використовувалася хоннава — «основна мотузка», яка була на пару метрів довша і тонша (чим тонша мотузка, тим важче розв'язати вузол). Підготовлений належним чином самурай міг зв'язати свою жертву з вражаючою швидкістю і ефективністю.
Техніку ходзьодзюцу вивчали практично у всіх школах джіу-джитсу. Найдавнішою школою, що канонізовала техніку, вважається Такеноуті-рю. Ходзьодзюцу знайшло застосування і в сучасній поліції. Головну роль в цьому зіграв Симідзу Такадзі, який працював в поліцейській технічної комісії і виступив з ініціативою пристосувати деякі традиційні прийоми для потреб поліції. У 1931 році Симідзу став інструктором токійської поліції по ходзьодзюцу і організував навчання цій техніці всіх патрульних поліцейських. Спеціальні дослідження, проведені самим Симідзу в післявоєнні роки, принесли деякі зміни в класичні методи ходзьодзюцу, зробивши їх більш придатними в сучасних умовах.
Основу сучасного поліцейського ходзьодзюцу становить техніка школи Ітацу-рю. Використовуються сім базових прийомів: три прийоми зв'язування спереду, чотири прийоми зв'язування ззаду. Різні методи забезпечують різну ступінь контролю над противником. Наприклад, існують методи, що обмежують рух рук, не позбавляючи їх повної рухливості; дозволяють повільно ходити, але не бігати; способи повного знерухомлення. Одні вузли болять жертві, якщо заарештований намагається бігти, а інші при спробі втечі ведуть до втрати свідомості.